# Zdeněk Bažant (Bauingenieur, 1879)

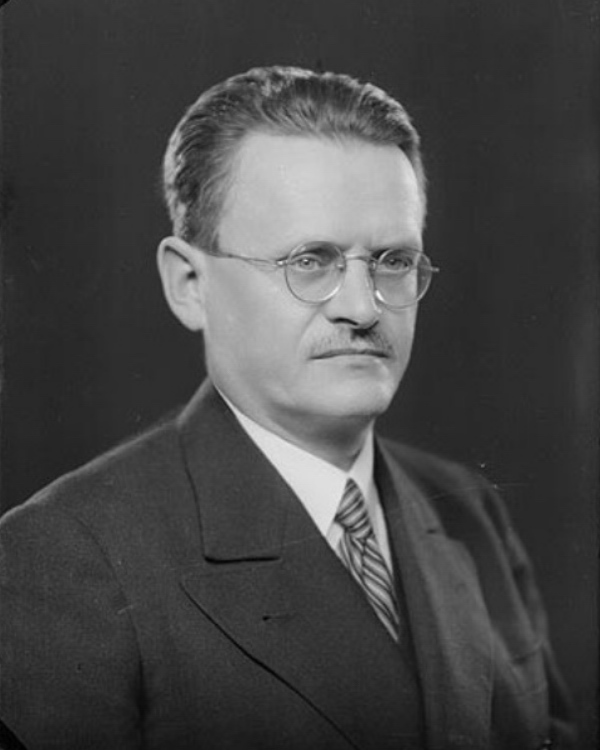
Zdeněk Bažant

Zdeněk Bažant (* 25. November 1879 in Prosnitz, Markgrafschaft Mähren, Österreich-Ungarn; † 1. September 1954 in Nové Město na Moravě (Neustadt), Mähren, Tschechoslowakei) war ein tschechischer Bauingenieur und Hochschullehrer.

## Leben
Zdeněk Bažant studierte von 1896 bis 1902 an der Fakultät für Bauingenieurwesen der Tschechischen Technischen Hochschule in Prag. Ab 1901 war er wissenschaftlicher Assistent bei Josef Šolín und entwarf im Auftrag verschiedener Stahlbau-Unternehmen Stahlbrücken, Markthallen und Seilbahnen. 1904 wurde er an der Hochschule mit der Dissertation „Statisch bestimmte durchlaufende Fachwerkträger“ zum Dr.-Ing. promoviert. Anschließend hielt er Vorlesungen über Baumechanik, Baustatik und Festigkeitslehre. 1906 habilitierte er sich mit der Arbeit „Theorie der Einflusslinien“ an derselben Hochschule. 1907 stieg er zum Dozenten, 1909 zum außerordentlichen Professor und 1917 schließlich zum ordentlichen Professor an der Tschechischen Technischen Hochschule Prag auf, wo er zweimal das Amt des Rektors bekleidete. Zudem erwarb er sich große Verdienste um die Entwicklung des Bauingenieurwesens in der Tschechoslowakei. Wichtige Beiträge lieferte er zur Systematisierung der Theorie der Einflusslinien, zur Fachwerktheorie sowie zu den grafischen Methoden der Baustatik. Internationale Anerkennung erlangte er als Herausgeber und Autor mehrerer Lehr- und Handbücher sowie durch zahlreiche wissenschaftliche Aufsätze und Vorträge, die er auch in deutscher und französischer Sprache verfasste.
Zdeněk Bažant war Mitglied mehrerer wissenschaftlicher Institutionen, u. a. der International Association for Bridge and Structural Engineering (IABSE), der Tschechoslowakischen und Polnischen Akademie der Wissenschaften. Im Auftrag der IABSE publizierte er mehrere Arbeiten, darunter einen Übersichtsbeitrag zur geschichtlichen Entwicklung der baustatischen Analyse von Bogenstaumauern.

## Schriften
- Teorie příčinkových čar. [Theorie der Einflusslinien] 3 Bände, SPI, Praha 1909/1910/1912.
- Statika stavebních konstrukcí. [Handbuch der Statik der Baukonstruktionen] ČMT, Praha 1917. (Neuauflage 1946)
- Stavebná mechanika. [Baumechanik] 4 Bände, ČMT und VTN, Praha 1918/1920/1946/1950.
- Théorie exacte des enveloppes cylindriques épaisses. In: IVBH Abhandlungen, Band 4, S. 131–154. IVBH, Zürich 1936.
- Entwicklung der Berechnung von Bogen-Staumauern. In: IVBH Kongreßbericht, Band 2, S. 1107–1140. IVBH, Zürich 1936.
- Die Knicksicherheit der Druckgurte offener Brücken. In: IVBH Abhandlungen, Band 7, S. 49–60. IVBH, Zürich 1943/1944.